# Lamborghini Espada
Lamborghini Espada — автомобиль, выпускавшийся компанией Lamborghini c 1968 по 1978 год. Впервые был показан на женевском автосалоне 1967 года. Название автомобиля, традиционно для Lamborghini, связано с боевыми быками: исп. espada означает «шпага», в данном случае имеется в виду шпага, используемая тореадором во время корриды.
Дизайн автомобиля разработал Марчелло Гандини в ателье Bertone, создавший внешность большинства Lamborghini. Появлению Espada способствовал низкий интерес клиентов к модели Islero, которая хоть и могла вместить четырёх человек, но была недостаточно комфортной для задних пассажиров. За основу был взят прототип Marzal, также разработанный Гандини, который сильно видоизменили для серийного производства. В итоге автомобиль получил удобные задние кресла и огромный багажник, прикрытый почти горизонтальным стеклом, подчёркивающим вытянутый приземистый силуэт. Для улучшения заднего обзора над фонарями появилось узкое вертикальное стекло.
Автомобиль оснащался расположенным спереди двенадцатицилиндровым двигателем Lamborghini объёмом 4,0 литра (325 л. с.) с шестью двухкамерными карбюраторами. Передняя и задняя подвески были независимыми, тормоза всех колёс дисковыми. Большинство коробок передач были механическими, но на поздние версии Espada опционно ставились и «автоматы» Chrysler. Это были одни из первых АКПП, способных справиться с крутящим моментом спортивного V12. Селектор имел непривычные три положения: Drive, 1 и Reverse.
Всего было изготовлено 1217 автомобилей; это была самая удачная модель компании на тот момент.